# 2010年三脚石补选
2010年三脚石补选是于2010年11月4日举行的马来西亚下议院国会补选。这届选举是因为前巴都沙比国会议员蒋国华在2010年10月9日在沙巴首都亚庇车祸身亡而引来的补选。这次补选候选人是由公正党候选人安沙里阿都拉，沙巴进步党候选人由进步党党主席杨德利飞象过河出战。国阵候选人有沙巴团结党的曾道玲出选。国阵候选人曾道玲也是前三脚石国会议员蒋国华妻子。
补选成绩由沙巴团结党胜选。沙巴团结党以9773票打败公正党的3414票。沙巴进步党只获得2031票。多数票为6359票。